# Undandräkt
Undandräkt är ett brott enligt svensk rätt där en förskingringssituation föreligger men där det förskingrade beloppet anses för litet eller andra omständigheter föreligger som gör att brottet bedöms mildare än förskingring. Brottet står i samma förhållande till förskingring som snatteri gör till stöld. Gränsen ligger därför runt ett värde av 800 kr. Påföljden är böter eller fängelse i högst sex månader enligt 10 kap 2 § Brottsbalken.